# Villamontán de la Valduerna
Villamontán de la Valduerna  est une commune d'Espagne dans la province de León, communauté autonome de Castille-et-León. Elle s'étend sur 57,15 km2 et comptait environ 683 habitants en 2024.Outre la ville principale, la municipalité comprend les villages de Fresno de la Valduerna , Miñambres de la Valduerna , Posada de la Valduerna , Redelga de la Valduerna , Valle de la Valduerna et Villalís de la Valduerna .

## Localisation et climat
Villamontán de la Valduerna est situé à environ 55 km au sud-ouest de León à une altitude d'environ 820 m. Le climat est tempéré à chaud ; Lls pluies (environ 551 mm/an) tombent principalement pendant les mois d’hiver.

## Évolution démographique
| Année      | 1970 | 1981 | 1991 | 2001 | 2011 | 2021 | 2024 |
| Population | 2009 | 1627 | 1331 | 1064 | 859  | 709  | 683. |

Le déclin démographique important observé depuis les années 1950 est principalement dû à la mécanisation de l’agriculture ainsi qu’à l’abandon des petites exploitations et à la perte d’emplois qui en découle (exode rural).

## Site touristique

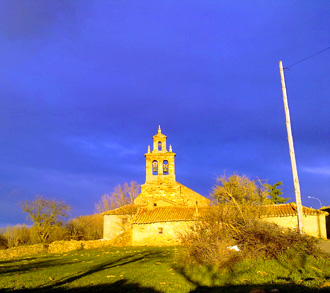
Église Villalís de la Valduerna

- Église Villalís de la Valduerna